# Hôtel de Ville (stanice metra v Paříži)

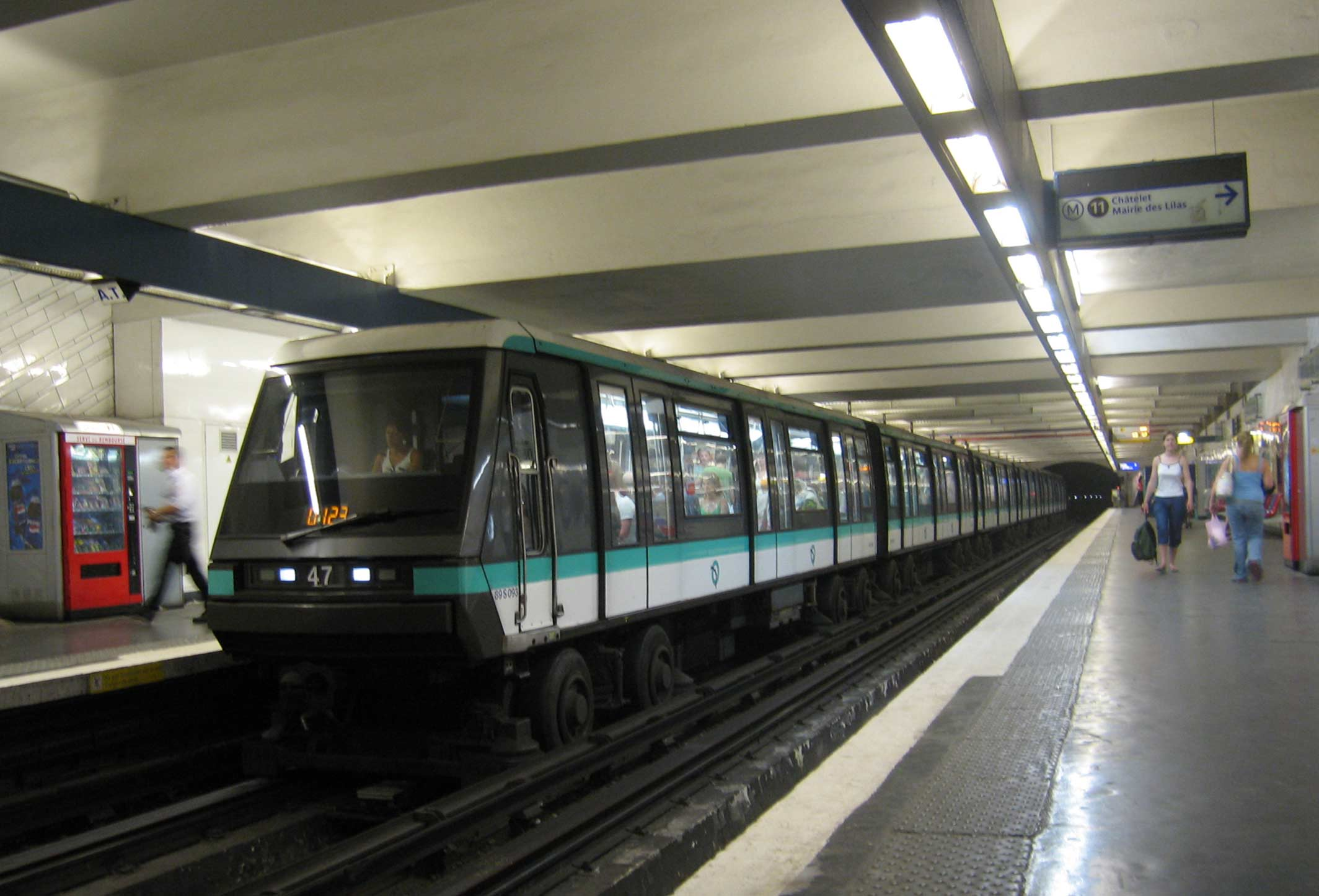
Nástupiště linky 1

Hôtel de Ville (óteld'vil, česky „Radnice“) je přestupní stanice pařížského metra na linkách 1 a 11. Nachází se ve 4. obvodu v Paříži. Nástupiště pro linku 1 se nachází pod Rue de Rivoli mezi Place de l'Hôtel-de-Ville a Rue de Lobau. Nástupiště linky 11 je umístěno pod Rue du Renard severně od Rue de Rivoli. V roce 2004 byla stanice s 12,03 milióny cestujících čtrnáctou nejvytíženější stanicí zdejšího metra.

## Historie
Stanice byla otevřena 19. července 1900 jako součást vůbec první linky metra v Paříži. 28. dubna 1935 byla připojena ještě linka 11. V roce 1974 byl jeden z historických secesních vstupů do metra přemístěn do stanice Abbesses.
V rámci automatizace linky 1 byla zdejší nástupiště upravena o víkendu 21. a 22. března 2009. Na nástupišti linky 1 je expozice k historickému vývoji radnice.

## Název
Jméno stanice, které znamená v překladu radnice, je odvozeno od zdejší pařížské radnice.

## Vstupy
- Rue de Rivoli před domem č. 70
- Rue du Renard před domem č. 1
- Rue de la Coutellerie před domem č. 31
- Place de l'Hôtel-de-Ville před domem č. 9
- Place de l'Hôtel-de-Ville (severovýchodní roh)
- Rue de Lobau před domem č. 5 (umožňuje též přímý vstup do obchodního domu Bazar de l'Hôtel de Ville)

## Zajímavosti v okolí
- Hôtel de ville de Paris
- Bazar de l'Hôtel de Ville (BHV) - velký obchodní dům